# Saas-Fee
Saas-Fee es una comuna suiza del cantón del Valais, localizada en el distrito de Visp. Limita al norte con las comunas de Sankt Niklaus y Saas-Balen, al este con Saas-Grund y al sureste con Saas-Almagell, al suroeste con Täsch y al oeste con Randa. 
La localidad es conocida como "Die Perle der Alpen" (La Perla de los Alpes).
La parte más baja del pueblo se encuentra a 1798m de altitud. En el verano, los esquiadores suelen utilizar el glaciar y en el invierno es una estación de esquí.
En Saas-Fee se rodó el vídeo musical de la famosa canción “Last Christmas”, de Wham! en 1984. 

## Personalidades
- Matthias Zurbriggen, montañero suizo.

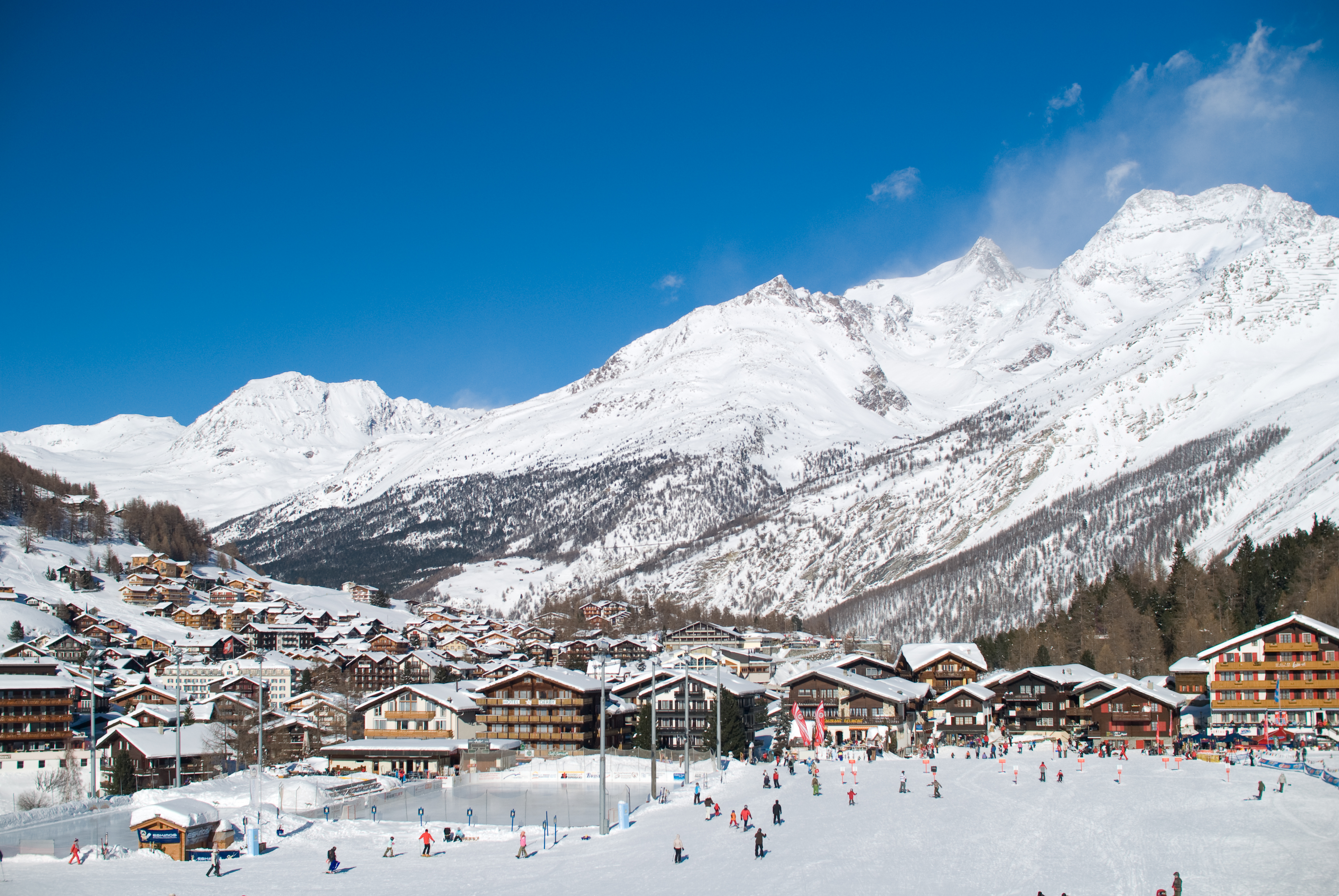
Vista de Saas-Fee en invierno.